# Cseklész
Cseklész (szlovákul Bernolákovo, korábban Čeklís, németül Landschütz, Lanschitz) község Szlovákiában, a Pozsonyi kerület Szenci járásában.

## Fekvése
Pozsony központjától 21 km-re, kelet-északkeletre fekszik.

## Nevének eredete
Magyar neve a Csek személynévből ered. Mai szlovák nevét Anton Bernolák (1762-1813) szlovák íróról, a szlovák nyelvújítás legnagyobb alakjáról kapta, aki katolikus káplánként működött itt. Szobra a templom előtt áll.

## Története

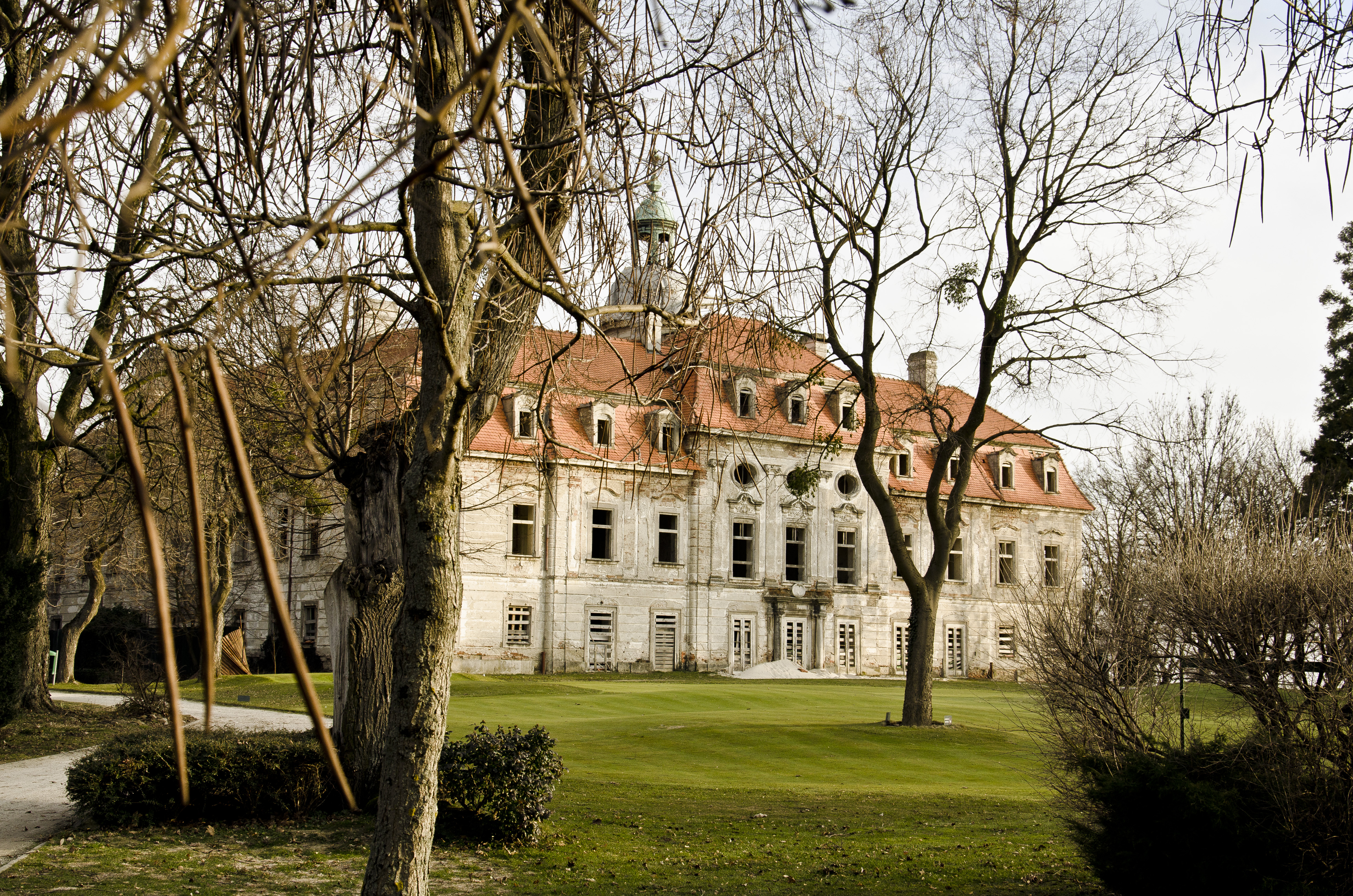
Cseklész, Esterházy-kastély és parkja

A régészeti leletek tanúsága szerint területén már a kőkorszakban éltek emberek, de megtalálták a korai bronzkor tárgyi emlékeit is. 1958-59-ben homokbányászat miatt veszélybe került egy 8. századi avar temető leletanyaga. Az ásatást Ľudmila Kraskovská vezette, melynek során 84 csontvázas és 5 urnás sírt tártak fel.
A mai települést 1209-ben említi oklevél először, amikor II. András király a birtokot Tamás nyitrai ispán fiának, Sebestyénnek adja. A 13. század folyamán a mai falu még két településből, Csekiből és Luzsnicából állt. Várát 1290 körül építette a Cseklészi család. A 14. század elején királyi birtok, majd 1324-ben Károly Róbert király Veres Ábrahám comesnek adja. A falu első, román stílusú, 13. században épített templomát a 14. században gótikus stílusban átépítették. 1390-ben a falu új birtokosai az Apponyiak lettek. 1458-ban a vár és a község házasság révén Rozgonyi Sebestyén birtoka lett. A község első pecsétje a 16. század végéről származik, ezen a falu neve Czeklesz alakban szerepel. 1523-ban vásártartási jogot kapott. Várát 1605-ben Bocskai hadai elfoglalták és ezután nemsokára elpusztult. Helyette az Eszterházyak 1714 és 1720 között pompás barokk kastélyt építettek. 1663-ban az Érsekújvár felmentésére érkezett császári hadak szállták meg a községet. Később is gyakran volt a falu hadak felvonulásának színtere. A 17. század végén Thököly seregei, a 18. század elején Rákóczi hadai és császári seregek vonultak át a községen. 1766-ban Mária Terézia idején alapították a település első posztógyárát. 1828-ban Cseklésznek 268 háza és 1803 lakosa volt.
Vályi András szerint „CSEKLÉSZ. Mező Város Posony Vármegyében, földes Ura Gróf Eszterházy Uraság, lakosai katolikusok, ’s innen neveztetik az Uradalom is, mellyhez számos helységek, és pusztak tartoznak, fekszik Ivánka, Horvát Guráb, Magyar Bél, és Sáp helységeknek szomszédságokban, Pozsonhoz kétmértföldnyire. Az egész Hazában majd leg szebb vidékje van, ’s nagyon ékesíti az Uraságnak hegy parton épűltt szép kastéllya; mellyben nevezetes könyvtár van, és sok féle drága ékességek, ’s jeles ritkaságok is vagynak. Építtette néhai G. Eszterházi Jósef, volt Horvát Országi Bán”.
„Az Ország úttyán, ’s a’ Fekete víznek bal partyán van a’ híd mellett alkalmatos vendégfogadó, ’s egynéhány házak is vagynak. Által eránnyában pedig egynéhány esztendőtől fogva igen foganatos előmenetellel főzettetett ki a’ salétrom. Határja kiváltképen termékeny, fája elég van, réttye, legelője jó, piatza hasznos, ’s nevezetes vagyonnyaihoz képest, első Osztálybéli”.
Fényes Elek szerint „Cseklész, (Lanschücz), csinos vegyes magyar-tót-német mezőváros, Pozson vgyében, fekszik egy felemelkedett dombon, Pozsontól 2 mfdnyire a nagy-szombati országutban. Lakja 1100 kath., 5 evang., 4 zsidó. Fő ékessége a város végén álló igen szép urasági kastély 3 rézzel fedett s megaranyozott tornyokkal, egy erkellyel, honnan mind Pozson, mind Szencz, mind a Kárpát hegysora felé gyönyörű kilátás esik. – Szobái pompás készületüek, s ezelőtt nevezetes képgyüjtemény, s egy válogatott könyvtár is volt benne, de most Bécsben vagynak. A várat délfelől keriti egy csinos franczia izlésü kert. Vannak itt továbbá: egy kath. paroch. templom, postahivatal, több urasági épületek, vadas kert, halastó, vendégfogadó, de karton-fabrikája elenyészett. Szántóföldjei bőtermékenységűek; rétjei igen jók; erdeje szép s teli vadakkal. Szőlőhegye közönséges fejér jó asztali bort terem. F. u. gr. Eszterházy Józsefnő, s feje egy uradalomnak”.
A trianoni békeszerződésig Pozsony vármegye Pozsonyi járásához tartozott.
Az első bécsi döntés értelmében 1938. november 8-án Cseklész visszakerült Magyarországhoz, de pár hónappal később, 1939. március 14-én a magyar kormány elcserélte a szlovákokkal, számára értékesebb községekért. A község szlovák elnevezését 1948. június 10-én Bernolákovo-ra változtatták.

## Népessége
| Év:            | 1994. | 2004.   | 2014.    | 2024.    |
| -------------- | ----- | ------- | -------- | -------- |
| Emberek száma: | 4461  | 4852    | 6147     | 10 151   |
| Eltérés:       |       | +8,76 % | +26,69 % | +65,13 % |

| Év:            | 2023. | 2024.   |
| -------------- | ----- | ------- |
| Emberek száma: | 9896  | 10 151  |
| Eltérés:       |       | +2,57 % |

1880-ban 1507 lakosából 1245 magyar, 110 szlovák, 89 német anyanyelvű, 5 idegen és 58 csecsemő volt.
1890-ben 1539 lakosából 728 szlovák és 687 magyar anyanyelvű volt.
1900-ban 1804 lakosából 1271 magyar és 468 szlovák anyanyelvű volt.
1910-ben 2103 lakosából 1663 magyar, 370 szlovák, 59 német, 3 horvát, 1-1 román és szerb, valamint 6 egyéb anyanyelvű.
1919-ben 2547 lakosából 1746 magyar, 751 csehszlovák, 39 német, 1 ruszin és 10 egyéb nemzetiségű; ebből 2516 római katolikus, 23 evangélikus, 5 református és 3 görögkatolikus volt.
1921-ben 2447 lakosából 1936 csehszlovák és 445 magyar volt.
1930-ban 3178 lakosából 2809 csehszlovák és 291 magyar volt.
1991-ben 4477 lakosából 4361 szlovák és 54 magyar volt.
2001-ben 4627 lakosából 4415 szlovák és 36 magyar volt.
2011-ben 5385 lakosából 5092 szlovák, 35 cseh, 30 magyar, 12 ukrán, 8 bolgár, 5-5 ruszin, német és morva, 2-2 lengyel és zsidó, 1-1 cigány, horvát, szerb, orosz, 31 más, továbbá 154 ismeretlen nemzetiségű volt.
2021-ben 8801 lakosából 7842 szlovák, 81 (+24) magyar, 23 ruszin, 4 cigány, 199 egyéb és 652 ismeretlen nemzetiségű volt.

## Neves cseklésziek
- Itt született 1935. augusztus 12-én Ján Popluhár világbajnoki ezüstérmes labdarúgó
- Itt született 1969-ben Tibor Jančula egykori szlovák válogatott labdarúgó.
- Itt hunyt el 1773-ban Radics Antal bölcseleti doktor, jezsuita áldozópap és tanár, fizikus, plébános.
- Itt szolgált Anton Bernolák katolikus pap, író, nyelvész; a szlovák irodalmi nyelv megalapítója.
- Itt szolgált Specziár Lajos (1821–1903) római katolikus plébános.

## Nevezetességei

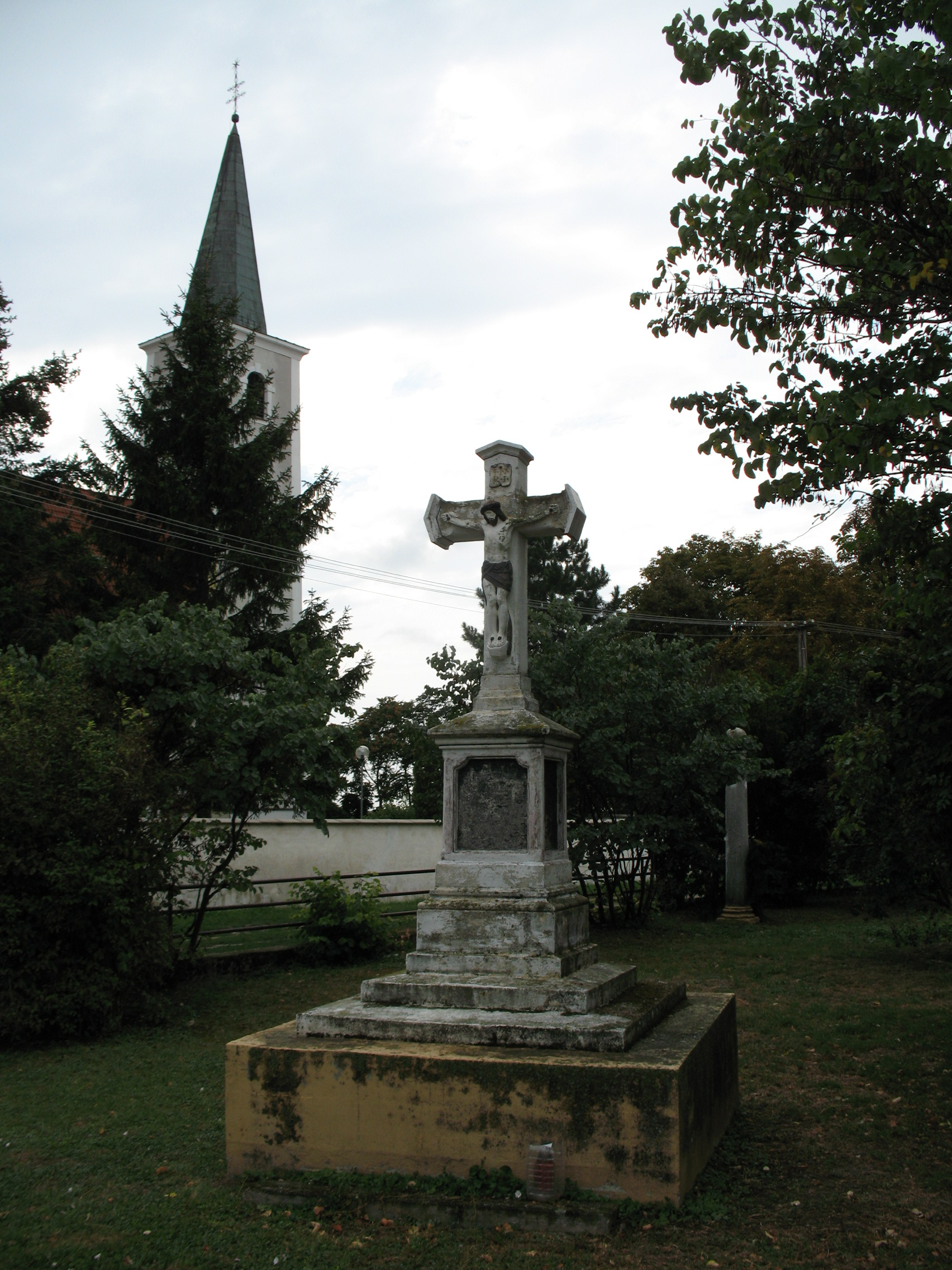
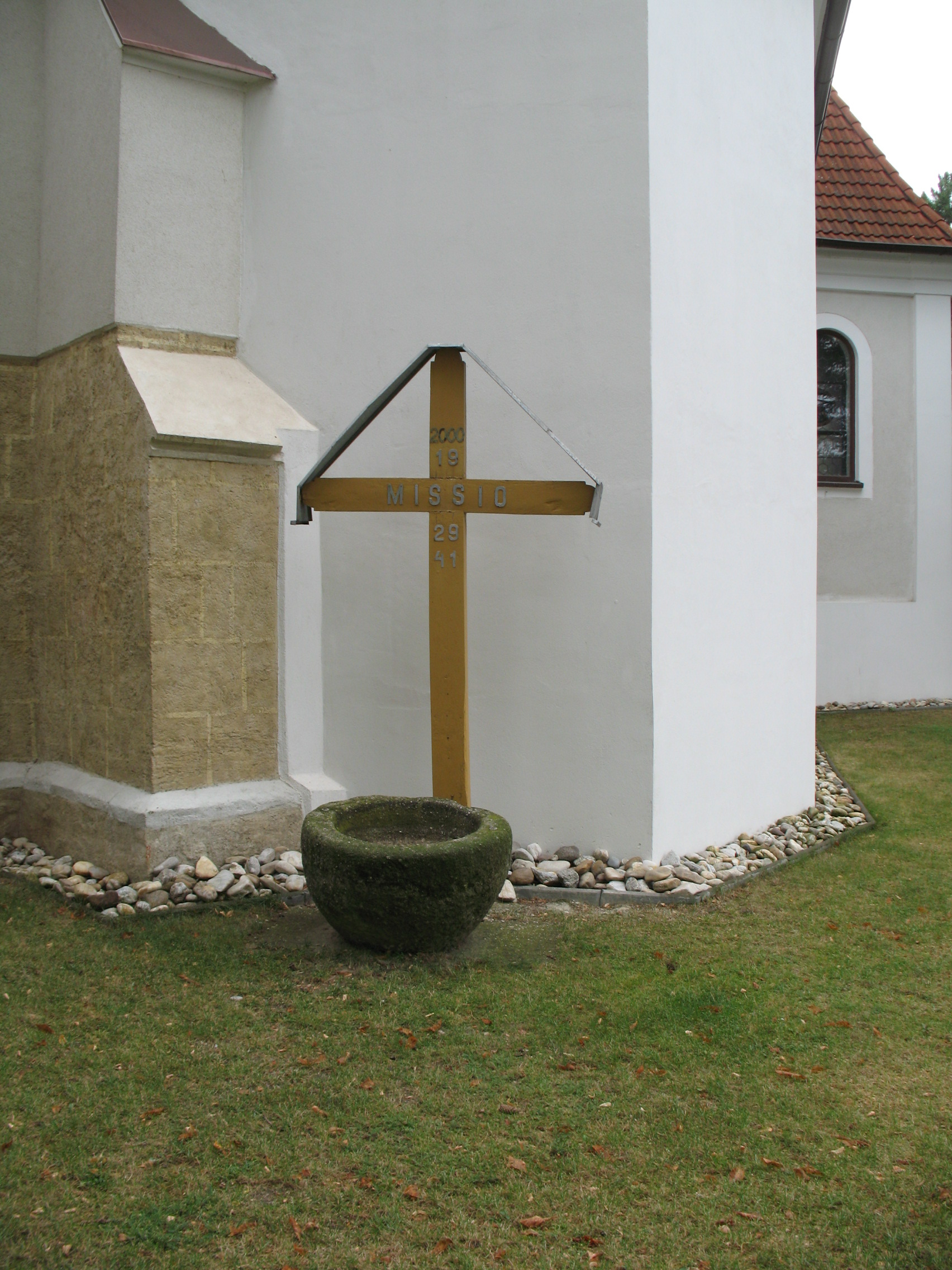
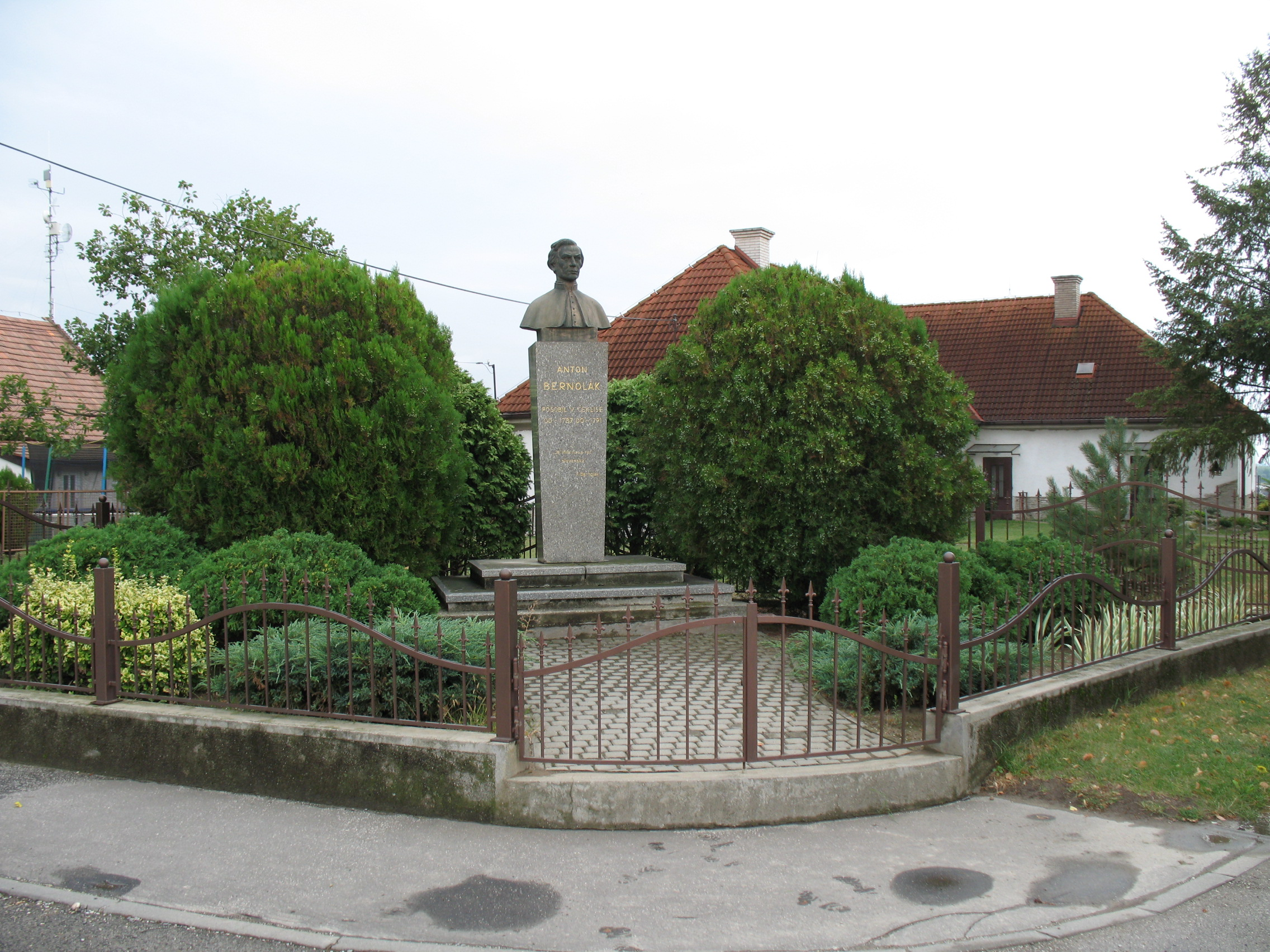

- A templomdombbal szomszédos emelkedésen, a Várdombon fekszenek várának romjai.
- Az Eszterházy kastélyt 1714 és 1722 között Esterházy József építtette, 1756-ban Fellner Jakab tervei szerint átalakították és bővítették. 1910-ben a hitbizomány átadása körül pereskedtek.[11] 1911-ben híres műgyűjteményével és könyvtárával együtt leégett,[12] de később újjáépítették. 1958-ban renoválták, de az épület állaga azóta nagymértékben leromlott.
- A kastélyparkban álló Szent Anna kápolna 1724-ben épült barokk stílusban.
- A Szent Istvánnak szentelt római katolikus templom gótikus eredetü, 1773-ban azonban barokk stílusban teljesen átalakították.
- A temetőkápolna 1847-ben épült klasszicista stílusban.
- Szégyenoszlopa a 17. századból származik.
- Anton Bernolák szobrát 1937 októberében avatták fel.[13]
- Az első világháború 43 cseklészi hősi halottjának tiszteletére emelt emlékmű.
- A második világháború cseklészi áldozatainak emléktábláját a művelődési ház homlokzatán helyezték el.